# John de Zulueta Greenebaum
John de Zulueta Greenebaum (Cambridge, Massachusetts, 23 de febrero de 1947) es un empresario estadounidense, afincado en España. Ha sido el presidente del Círculo de Empresarios desde marzo de 2018 hasta marzo de 2021.

## Biografía

### Orígenes familiares y formación académica
Su abuelo, Luis de Zulueta, fue diputado, ministro de Estado de la República Española y embajador. Su madre, Carmen de Zulueta, hispanista, escritora y profesora universitaria. Su padre, Richard Greenebaum, doctorado en Derecho en la Universidad de Harvard, era hijo de una familia de banqueros de Chicago.
Tras pasar dos años en Nueva York, se marchó a Brasil, donde vivió hasta 1957. Se licenció en Historia Contemporánea por la Universidad de Stanford (California) en 1968 y MBA por la Universidad de Columbia (Nueva York), en 1976.

### Actividad empresarial
Comenzó su trayectoria profesional en San Francisco, como consultor para Boston Consulting Group, entre 1976 y 1978. Desde ese momento, su trayectoria profesional le ha llevado a un buen número de empresas: asistente al presidente de PepsiCo Foods International, en Dallas en 1979; director gerente en La Vienesa, en Caracas, entre 1979 y 1980; presidente-director general del grupo PepsiCo, en Barcelona, entre 1981 y 1985 (Matutano); consejero delegado de Schweppes, en Madrid, entre 1985 y 1991; vicepresidente de Cadbury Beverages Europe, en Madrid, entre 1989 y 1991; consejero delegado de Sanitas, en Madrid, desde 1991 a 2005 y presidente de 2005 a 2009; consejero de Bankinter, en Madrid, desde 1998 a 2015 y consejero de Línea Directa Aseguradora a partir de 2015 (Grupo Bankinter).
En enero de 2010 fue nombrado presidente no ejecutivo de USP Hospitales, con el objetivo de liderar el mayor grupo privado de hospitales de España, en su nueva etapa, sin la presencia de su fundador, Gabriel Masfurroll.
Desde 2004 está ligado al Círculo de Empresarios, donde ha sido miembro de su junta directiva y presidente de su comité de sanidad. Desde el 20 de marzo de 2018 preside dicha asociación.

### Vida personal
El 4 de mayo de 1989 contrajo matrimonio con Carmen Castell Sala. Tienen un hijo, Ricardo
En 1992, le diagnosticaron una bacteria, la borrelia, que transmite la garrapata y que le dejó parapléjico.

## Publicaciones
- Con Agustín Medina, Cómo llegar al éxito de fracaso en fracaso, Madrid, Pearson-Educación, 2006, XVIII, 165 pp. ISBN: 9788483222980.
- España fallida: cómo el fracaso de las élites nos ha convertido en un país irrelevante, Madrid, La Esfera de los Libros, 2023, 287 pp. ISBN: 9788413845586.